# Đại Bản
Đại Bản là một phường cũ từng thuộc quận Hồng Bàng, thành phố Hải Phòng, Việt Nam.

## Địa lý
Phường Đại Bản nằm ở phía bắc quận Hồng Bàng, có vị trí địa lý:
- Phía đông giáp thành phố Thủy Nguyên
- Phía tây giáp quận An Dương
- Phía nam giáp phường An Hồng và phường An Hưng
- Phía bắc giáp tỉnh Hải Dương.

Phường Đại Bản có diện tích 11,56 km², dân số năm 2023 là 20.857 người, mật độ dân số đạt 1.804 người/km².

## Hành chính
Phường Đại Bản được chia thành 9 tổ dân phố: An Phú, Lê Xá, Lực Nông, Tân Thanh, Tiên Nông, Văn Tiến, Vụ Nông, Xuyên Đông, Đại Đồng

## Lịch sử
Trước năm 1945, địa bàn xã Đại Bản thuộc tổng Vụ Nông.
Sau năm 1945, thành lập xã Đại Bản.
Ngày 7 tháng 4 năm 1966, Chính phủ ban hành Quyết định số 67-CP về việc thành lập huyện An Hải trên cơ sở huyện An Dương và huyện Hải An. Khi đó, xã Đại Bản thuộc huyện An Hải.
Ngày 20 tháng 12 năm 2002, Chính phủ ban hành Nghị định số 106/2002/NĐ-CP về việc chuyển xã Đại Bản thuộc huyện An Hải về huyện An Dương mới đổi tên quản lý.
Năm 2023, xã Đại Bản có 8 thôn: An Phú, Văn Tiến, Lê Xá, Xuyên Đông, Tiên Nông, Tân Thanh, Lực Nông, Vụ Nông.
Ngày 24 tháng 10 năm 2024, Ủy ban Thường vụ Quốc hội ban hành Nghị quyết số 1232/NQ-UBTVQH15 về việc sắp xếp đơn vị hành chính cấp huyện, cấp xã của thành phố Hải Phòng giai đoạn 2023 – 2025 (nghị quyết có hiệu lực từ ngày 1 tháng 1 năm 2025). Theo đó:
- Sáp nhập xã Đại Bản thuộc huyện An Dương vào quận Hồng Bàng.
- Thành lập phường Đại Bản thuộc quận Hồng Bàng trên cơ sở toàn bộ 11,56 km² diện tích tự nhiên và quy mô dân số 20.857 người của xã Đại Bản.

Ngày 16 tháng 6 năm 2025, Ủy ban Thường vụ Quốc hội ban hành nghị quyết sắp xếp đơn vị hành chính cấp xã của thành phố Hải Phòng năm 2025. Theo đó:
- Một phần diện tích tự nhiên, quy mô dân số của Đại Bản được sắp xếp với toàn bộ diện tích tự nhiên, quy mô dân số của phường Quán Toan, phường An Hồng và một phần diện tích tự nhiên, quy mô dân số của các phường An Hưng, Lê Thiện, Tân Tiến thành phường mới có tên gọi là phường Hồng An.
- Phần còn lại của phường Đại Bản được sắp xếp với toàn bộ diện tích tự nhiên, quy mô dân số của phường An Hòa, phường Hồng Phong, một phần diện tích tự nhiên, quy mô dân số của các phường Lê Thiện, Tân Tiến, Lê Lợi thành phường mới có tên gọi là phường An Phong.[2]